# Château du Bouchet (Lasse)
Pour les articles homonymes, voir château du Bouchet.
Le château du Bouchet est un château situé à Lasse, en France.

## Localisation
Le château est situé dans le département français de Maine-et-Loire, sur la commune de Lasse.

## Historique
L'édifice est inscrit au titre des monuments historiques en 1991 et classé en 1993.